# Sabhar

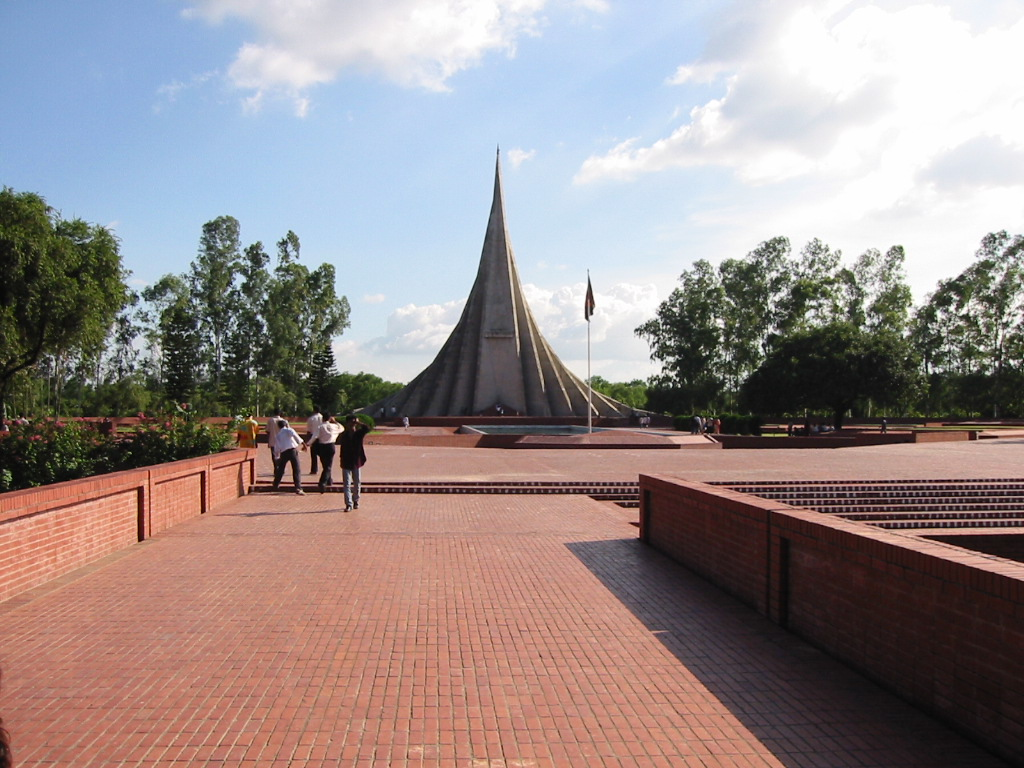
Das National Martyrs' Monument in Savar bei Dhaka erinnert an die Opfer des Unabhängigkeitskampfes

Sabhar (bengalisch: সাভার, Sābhār; englisch: Savar) ist eine Stadt in Bangladesch, etwa 30 km nordwestlich von Dhakas Außenbezirken entfernt. 129.000 Einwohner leben dort auf etwa 280 km².

## Geschichte
1912 wurde der Ort als Polizeistation begründet. 1983 erhielt er den Status eines Upazila. In Sabhar steht auch das Denkmal Jatiyo Sriti Shoudho, das den Märtyrern des bangladeschischen Unabhängigkeitskrieges gewidmet ist.
Bei einem Gebäudeeinsturz am 24. April 2013 wurden mehr als 1127 Menschen getötet und mindestens 2438 verletzt.

## Einrichtungen
In Sabhar befindet sich die Jahangirnagar-Universität, die sowohl für ihre landschaftlich schöne Lage als Touristenattraktion, als auch als Anflugort zahlreicher hier überwinternder Zugvögel bekannt ist.

## Reaktor
In Sabhar befindet sich der einzige Kernreaktor Bangladeschs. Es handelt sich dabei um einen Forschungsreaktor mit dem Namen TRIGA Mark II, der von General Atomics geliefert wurde und von der Bangladesh Atomic Energy Commission betrieben wird. Der 3-MW-Reaktor ist bei der IAEO gemeldet.
Der TRIGA-Reaktor wurde in den 1950er Jahren im Rahmen des „Atoms for Peace“-Projekts entwickelt und ist als Forschungsreaktor in zahlreichen Ländern im Einsatz.

## Bildung
Es gibt eine staatliche Universität in Sabhar und dazu mehrere Schulen und einen Kindergarten.